# Bakterielle Infektion
Eine bakterielle Infektion ist das aktive oder passive Eindringen von Bakterien in einen pflanzlichen, tierischen oder menschlichen Wirt, deren Vermehrung dort und die nach Ablauf der Inkubationszeit in der Regel folgende Reaktion des Organismus in Form einer Erkrankung, die als bakterieller Infekt bezeichnet wird.
Bakterien können aus der Umwelt, beispielsweise über Atmung oder Nahrung, aufgenommen werden. Beim Menschen ist besonders häufig die Schleimhaut des Atemtrakts und des Verdauungstrakts betroffen. Das Organ mit der höchsten Inzidenz bakterieller Infektionen ist aufgrund ihrer Eigenschaft als Grenzorgan die Haut selbst.
Viele bakterielle Infektionen sind harmlos, aber je nach Keim und vor allem auch je nach Lokalisation und Immunität können sie auch sehr gefährlich sein.

## Infektionswege
Bakterien können den Wirt über verschiedene Infektionswege  erreichen, so zum Beispiel über die Verunreinigung von Nahrungsmitteln und Wasser (siehe auch Wasserbürtige Krankheiten) oder (bei aerogener Übertragung) als Tröpfcheninfektion über die Atemluft. Bei geschwächter Abwehrlage kann die Normalflora (als die Gesamtheit der auf äußeren und inneren Oberflächen vorhandenen, normalerweise apathogenen Mikroorganismen, die großteils aus Bakterien besteht) zu einer sogenannten opportunistischen Erkrankung führen.
Das Eindringen wiederum erfolgt
- bei intakten Barrieren (Haut, Schleimhäute) aktiv zunächst über ein artspezifisches Anhaften (Adhärenz) der Bakterien mittels sog. Adhäsine an Rezeptoren ihrer Zielstrukturen.
- bei geschädigten Barrieren passiv.

## Liste humanpathogener Bakterien
- Streptokokken
  - Streptococcus mutans, Streptococcus sobrinus und Streptococcus salivarius als Verursacher der Karies
  - Streptococcus pneumoniae mit Pneumonie, Sinusitis, Otitis media, Mastoiditis, bakterieller Endokarditis
  - Streptococcus pyogenes mit den möglichen Erkrankungen: Impetigo, Erysipel, Phlegmone, Sinusitis, Otitis media, Tonsillitis; Scharlach; Sepsis, septischer Schock, nekrotisierende Fasziitis
  - Viridans-Streptokokken mit bakterieller Endokarditis (Endocarditis lenta)
- Staphylokokken
  - Staphylococcus aureus, verantwortlich für invasive Infektionen wie Furunkel, Karbunkel, bullöse Impetigo, Wundinfektion, Sinusitis, Otitis media, Sepsis, septischer Schock, Endokarditis (nach Herzklappenersatz), Osteomyelitis, bakterieller Gelenkentzündung, Pneumonie
  - Koagulasenegative Staphylokokken:  Staphylococcus epidermidis und Staphylococcus saprophyticus als Opportunisten in der Normalflora von Haut und Schleimhäuten
  - Staphylococcus intermedius als Kommensale vor allem der Haut der Analregion fakultativer Erreger bei Pyodermie, Otitis externa, Pyometra, Wundinfektion
- Enterokokken ([fakultativ pathogen] Harnwegsinfekte, Sepsis und Endokarditis)
- Enterobakterien
  - Escherichia coli (außerhalb des Darmes diverse Infektionen [fakultativ pathogen] wie beispielsweise Harnwegsinfekte, Bauchfellentzündung oder Hirnhautentzündung)
    - Enterohämorrhagische Escherichia coli (symptomfrei [fakultativ pathogen]) oder Gastroenteritis bis hin zu einer enterohämorrhagischen Colitis oder sogar einem hämolytisch-urämische Syndrom (HUS)
    - Enteroaggregative Escherichia coli ([fakultativ pathogen] Durchfall und Reisediarrhoe)

  - Serratia marcescens ([fakultativ pathogen] bei immungeschwächten Personen: Harnwegsentzündungen, Sepsis, Pneumonie, Endokarditis, Meningitis, Osteomyelitis)
- Klebsiellen
- Haemophilus influenzae mit Sinusitis,
- Rickettsien (Fleckfieber)
  - Candidatus Neoehrlichia mikurensis
- Legionellen
- Mykobakterien
- Mykoplasmen
- Ureaplasmen
- Neisserien (Meningitis, Waterhouse-Friderichsen-Syndrom, Gonorrhoe)
- Pseudomonaden
- Bordetellen (Pertussis)
- Corynebakterien:
  - Corynebacterium diphtheriae (Diphtherie)
  - Corynebacterium minutissimum (Erythrasma)
- Chlamydien
- Campylobakterien, Erreger von Durchfall-Erkrankungen
  - Campylobacter coli
  - Campylobacter jejuni
- Proteus
- Salmonellen
- Shigellen
- Yersinien
- Vibrionen
- Clostridien
- Listerien
- Borrelien (Borreliose)
- Treponema pallidum (Syphilis)
- Brucellen
- Francisellen (Tularämie)
- Leptospira